# Ronnie Peterson
Bengt Ronnie Peterson (Örebro, Suecia; 14 de febrero de 1944-Milán, Italia; 11 de septiembre de 1978) fue un piloto de automovilismo sueco. Compitió en Fórmula 1 para los equipos March, Lotus y Tyrrell, donde logró diez victorias y 26 podios, además de resultar subcampeón en 1971 y 1978, y tercero en 1973. Es el séptimo piloto con más victorias entre quienes no obtuvieron el título. Su carrera se vio detenida por un choque fatal en el Gran Premio de Italia de 1978 cuando peleaba por el campeonato.

## Carrera

### Comienzos
Desarrolló su estilo de conducir a una temprana edad, compitiendo en carreras de karting. En 1968 y 1969 ganó el campeonato sueco de Fórmula 3. 

### Fórmula 1 y Fórmula 2

#### Debut y primeros años
Su debut en un Gran Premio fue conduciendo un March 701 con motor Cosworth en el Gran Premio de Mónaco en 1970. Al poco dejar los karts, entró en la Fórmula 3 con un automóvil codiseñado con su padre. En 1971 ganó el campeonato europeo de Fórmula 2 con un March 712, y cinco segundos puestos en Fórmula 1 que le llevaron a igualar a Jackie Stewart en los mundiales de aquel año. Peterson permaneció con March hasta 1973, año en que firma contrato para la escudería Lotus, de Colin Chapman, teniendo a Emerson Fittipaldi como compañero de equipo.

#### 1973 - 1976
La primera victoria de Peterson en la Fórmula 1 la obtuvo en el Gran Premio de Francia, en el Circuito Paul Ricard, con un Lotus 72 con motor Cosworth. Obtuvo tres triunfos más aquel año: Gran Premio de Austria, Gran Premio de Italia y Gran Premio de los Estados Unidos.
En 1974, Peterson fue protagonista de un hecho inusual, ya que tras la decisión de la F1 de basar la numeración de sus pilotos a partir de los resultados del Campeonato Mundial de Constructores y ante el retiro del campeón reinante Jackie Stewart, el par numérico "1-2" le fue asignado al Team Lotus (que había ganado el campeonato de constructores de 1973), siendo el "1" asignado a Peterson, por lo que el piloto sueco fue el primer piloto en haber pintado el "1" en el morro de su coche, sin haberse consagrado campeón mundial de pilotos de Fórmula 1 (el otro fue John Watson en 1985, aunque en su caso, estaba cubriendo una suplencia por ausencia momentánea del campeón reinante Niki Lauda).
1974 le supuso tres nuevas victorias: Gran Premio de Francia y Gran Premio de Italia de nuevo, pero también el Gran Premio de Mónaco. Tras un mal año con Lotus en 1975 (con un Lotus 76 poco fiable), Peterson condujo sus dos primeras carreras de 1976 con un Lotus 77 antes de volver a firmar por March, con quien volvió a ganar el Gran Premio de Italia en su March 761-Cosworth en el día del regreso de Niki Lauda a las pistas, luego del accidente en el Nurburgring.

#### 1977 - 1978
1977 supuso otro mal año para el sueco, con su Tyrrell P34B con motor Cosworth: un tercer puesto en el Gran Premio de Bélgica fue su mejor resultado. Peterson sorprendió a propios y extraños al abandonar Tyrrell para volver con Lotus en 1978. Le siguieron dos victorias, el Gran Premio de Sudáfrica y el Gran Premio de Austria, la que sería su última victoria en el Lotus 79 Cosworth.

#### Muerte
El Gran Premio de Italia de 1978 en Monza empezó mal para Ronnie, pues durante los entrenamientos dañó el Lotus 79 y como consecuencia se magulló severamente las piernas. El Grupo Lotus tenía un 79 de repuesto, pero diseñado a medida para Mario Andretti, por lo que Peterson, notablemente más alto, no era capaz de acomodarse.  El único automóvil que les quedaba era un 78 usado en los últimos años y que había sido sacado fuera de servicio y no había recibido ningún tipo de revisión.
En la salida de la carrera se produjo con choque masivo antes de la primera variante y se armó una escabechina. James Hunt colisionó con Peterson, con Riccardo Patrese, Vittorio Brambilla, Hans-Joachim Stuck, Patrick Depailler, Didier Pironi, Derek Daly, Clay Regazzoni y Brett Lunger desencadenando el consiguiente tumulto.
El Lotus de Peterson terminó empotrado contra las barreras y se prendió fuego. Hunt, Regazzoni y Depailler intentaron liberar al sueco del amasijo de chatarra antes de que sufriera quemaduras graves. Consiguieron sacarlo y lo dejaron, consciente, en medio de la pista, con sus piernas severamente lesionadas a la vista de todos.
La ayuda médica tardó más de 20 minutos en presentarse en el circuito. Para entonces, la máxima preocupación era Brambilla, quien fue golpeado con un neumático volador que le hizo entrar en estado comatoso (posteriormente se recuperaría y continuaría como piloto de Fórmula 1). La vida de Peterson, sin embargo, no parecía peligrar. Todos los pilotos malheridos fueron trasladados al hospital de Milán y tras despejar el circuito, la carrera continuó para los que quedaban.
Ya en el hospital, un examen de rayos X mostró que Peterson tenía 17 fracturas en una pierna y 3 en la otra. Tras discutirlo con el propio Ronnie, los cirujanos decidieron operarlo para estabilizarle los huesos.
Aquella noche, Peterson experimentó una complicación severa relacionada con las fracturas múltiples denominada embolia grasa, la cual a su vez le produjo un fallo de múltiples órganos. Pocas horas después, fue declarado oficialmente muerto.
En Örebro, su ciudad natal, existe una estatua de Ronnie Peterson obra de Richard Brixel, el mismo artista a quien en 2005 se le encargó una estatua de Ayrton Senna en São Paulo, piloto que también falleció durante una carrera.

## Resultados

### Fórmula 1
(Clave) (negrita indica pole position) (cursiva indica vuelta rápida)

| Año     | Escudería                       | 1       | 2       | 3       | 4       | 5       | 6       | 7       | 8       | 9       | 10      | 11      | 12      | 13      | 14      | 15      | 16      | 17      | Pos. | Puntos |
| ------- | ------------------------------- | ------- | ------- | ------- | ------- | ------- | ------- | ------- | ------- | ------- | ------- | ------- | ------- | ------- | ------- | ------- | ------- | ------- | ---- | ------ |
| 1970    | Antique Automobiles Racing Team | RSA     | ESP     | MON 7   | BEL NC  |         |         |         |         |         |         |         |         |         |         |         |         |         | 27.º | 0      |
| 1970    | Colin Crabbe Racing             |         |         |         |         | NED 9   | FRA Ret | GBR 9   | GER Ret | AUT     | ITA Ret | CAN NC  | USA 11  | MEX     |         |         |         |         | 27.º | 0      |
| 1971    | STP March Racing Team           | RSA 10  | ESP Ret | MON 2   | NED 4   | FRA Ret | GBR 2   | GER 5   | AUT 8   | ITA 2   | CAN 2   | USA 3   |         |         |         |         |         |         | 2.º  | 33     |
| 1972    | STP March Racing Team           | ARG 6   | RSA 5   | ESP Ret | MON 11  | BEL 9   | FRA 5   | GBR 7   | GER 3   | AUT 12  | ITA 9   | CAN DSQ | USA 4   |         |         |         |         |         | 9.º  | 12     |
| 1973    | John Player Team Lotus          | ARG Ret | BRA Ret | RSA 11  | ESP Ret | BEL Ret | MON 3   | SWE 2   | FRA 1   | GBR 2   | NED 11  | GER Ret | AUT 1   | ITA 1   | CAN Ret | USA 1   |         |         | 3.º  | 52     |
| 1974    | John Player Team Lotus          | ARG 13  | BRA 6   | RSA Ret | ESP Ret | BEL Ret | MON 1   | SWE Ret | NED 8   | FRA 1   | GBR 10  | GER 4   | AUT Ret | ITA 1   | CAN 3   | USA Ret |         |         | 5.º  | 35     |
| 1975    | John Player Team Lotus          | ARG Ret | BRA 15  | RSA 10  | ESP Ret | MON 4   | BEL Ret | SWE 9   | NED 15  | FRA 10  | GBR Ret | GER Ret | AUT 5~  | ITA Ret | USA 5   |         |         |         | 13.º | 6      |
| 1976    | John Player Team Lotus          | BRA Ret |         |         |         |         |         |         |         |         |         |         |         |         |         |         |         |         | 11.º | 10     |
| 1976    | March Engineering               |         | RSA Ret | USW 10  | ESP Ret | BEL Ret | MON Ret | SWE 7   | FRA 19  | GBR Ret | GER Ret | AUT 6   | NED Ret | ITA 1   | CAN 9   | USA Ret | JPN Ret |         | 11.º | 10     |
| 1977    | Elf Team Tyrrell                | ARG Ret | BRA Ret | RSA Ret | USW Ret | ESP 8   | MON Ret | BEL 3   | SWE Ret | FRA 12  | GBR Ret | GER 9   | AUT 5   | NED Ret | ITA 6   | USA 16  | CAN Ret | JPN Ret | 14.º | 7      |
| 1978    | John Player Team Lotus          | ARG 5   | BRA Ret | RSA 1   | USW 4   | MON Ret | BEL 2   | ESP 2   | SWE 3   | FRA 2   | GBR Ret | GER Ret | AUT 1   | NED 2   | ITA Ret | USA     | CAN     |         | 2.º  | 51     |
| Fuente: |                                 |         |         |         |         |         |         |         |         |         |         |         |         |         |         |         |         |         |      |        |

## Vida personal
Ronnie Peterson estaba casado con la exmodelo Barbro Peterson desde abril de 1975, de quien tuvo una hija, Nina Louise, aquel mismo año. Barbro jamás se recuperó del trauma que le causó la muerte de su marido, y el 19 de diciembre de 1987 se suicidó. Fue enterrada, junto a Ronnie, en el Panteón familiar de los Peterson en Örebro.